# C3 (protéine)
Pour les articles homonymes, voir C3.
Le C3 est une protéine appartenant au système du complément jouant un rôle dans l'immunité. Son gène est C3 situé sur le chromosome 19 humain.

## Rôles
Le C3 est activé par clivage en C3a et C3b par la C3 convertase. Le C3b va cliver le C5. Cette cascade de réaction se fait de manière extra-cellulaire.
Cette activation peut être faite également de manière intra-cellulaire, dans les lymphocytes T grâce au CTSL, entraînant une réponse inflammatoire, par exemple en cause dans la maladie sérique.